# سمير هادزيبوليتش
سمير هادزيبوليتش (بالسيريلية الصربية: Семир Хаџибулић؛ من مواليد 16 أغسطس 1986) هو لاعب كرة قدم بوسني سابق من أصول صربية، لعب في عدة أندية محلية ودولية، وبرز كلاعب وسط تنقّل بين العديد من الدوريات في منطقة البلقان وشرق أوروبا ونادي التضامن في الكويت.

## حياته المهنية
بدأ سمير هادزيبوليتش مسيرته الكروية في نادي مسقط رأسه نوفي بازار في صربيا، حيث تدرج في صفوفه حتى عام 2005. انتقل بعد ذلك إلى نادي العاصمة الصربية العريق باسك بلغراد (FK BASK)، حيث واصل تطوير مستواه في دوري الدرجة الثانية.
في عام 2007، حقق خطوة مهمة في مسيرته بتوقيعه مع نادي نابريداك كروشيڤاتس ، الذي ينشط في الدوري الصربي الممتاز. واصل بعد ذلك تنقله بين عدة أندية إقليمية، حيث انتقل في يناير 2008 إلى نادي شكنديا في الدوري المقدوني الأول.
في صيف العام نفسه، انضم إلى نادي أبولونيا فيير في الدوري الألباني الممتاز، حيث لعب لموسمين، قبل أن ينتقل في يوليو 2010 إلى نادي بيسا كافايه مقابل صفقة قُدرت بحوالي 136 ألف يورو.
في عام 2011، خاض تجربة جديدة خارج البلقان، حين وقع مع نادي دينامو تبليسي في الدوري الجورجي الممتاز (أوماغليسي ليغا). غير أن تجربته هناك لم تطُل، حيث عاد في صيف 2011 إلى ناديه الأم نوفي بازار ولعب مجددًا في الدوري الصربي الممتاز.
في يناير 2016، انتقل إلى نادي كيه آي كلاكشفيك في جزر فارو، حيث أمضى موسمين ناجحين. بعد فترة قصيرة خارج الفريق، انضم في 8 يناير 2019 إلى نادي جيلاني في الدوري الكوسوفي الممتاز، ثم عاد مجددًا إلى نادي كيه آي كلاكشفيك في يونيو من العام ذاته.

## إنجازاته
مع نادي بيسا كافايه:
- كأس السوبر الألباني : 2010 [1]

مع نادي كيه آي كلاكشفيك:
- الدوري الممتاز لجزر فارو : 2019 [1]
- كأس جزر فارو : 2016 [1]